# Nicky Hilton
 (août 2014).
Si vous disposez d'ouvrages ou d'articles de référence ou si vous connaissez des sites web de qualité traitant du thème abordé ici, merci de compléter l'article en donnant les références utiles à sa vérifiabilité et en les liant à la section « Notes et références ».
Pour les articles homonymes, voir Hilton.
Nicky Hilton, de son nom complet Nicholai Olivia Hilton Rothschild à la suite de son mariage en 2015, née le 5 octobre 1983 à New York, est l’une des arrière-petites-filles de Conrad Hilton, fondateur de la chaîne d'hôtels Hilton. Elle est actrice, styliste, mannequin et personnalité médiatique américaine.
Elle est surtout connue pour être la petite sœur de la célèbre Paris Hilton.

## Biographie

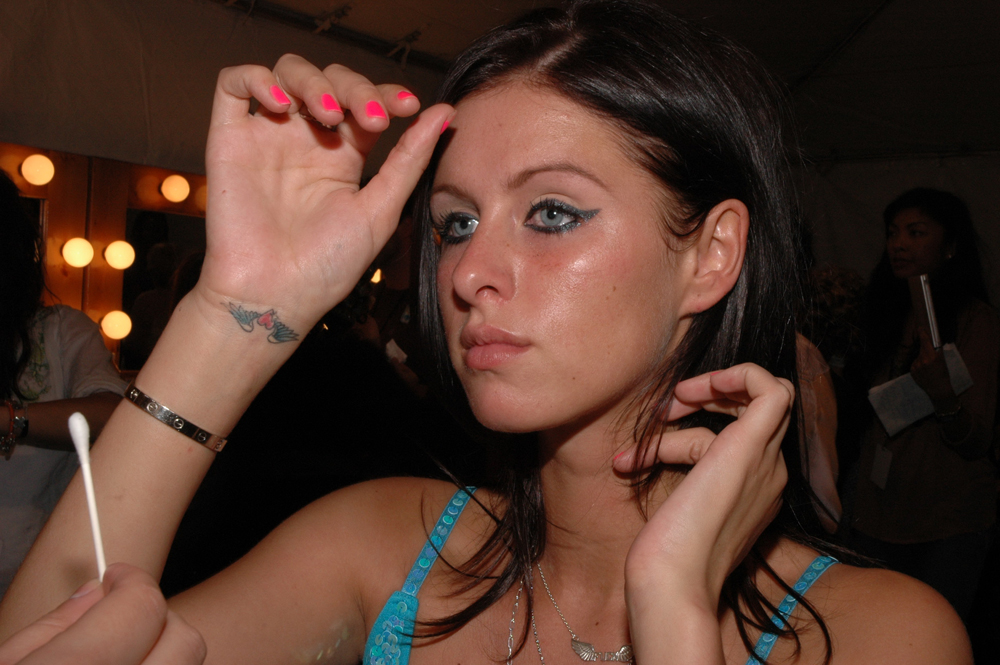
Nicky Hilton en 2005.

Née à New York, élevée à Los Angeles, Nicholai Olivia Hilton est la fille de l'homme d'affaires Richard Hilton et de l'actrice Kathy Hilton.

Elle est la sœur de Paris Hilton, Barron Nicholas Hilton II et Conrad Hughes Hilton III.
Par conséquent, elle fait partie des héritiers de Conrad Hilton, fondateur de la chaîne d'hôtels Hilton.
Élève au couvent du Sacré Cœur (en), elle y obtient son diplôme en 2001.

Elle poursuit ses études dans les écoles de design FIT et Parsons mais ne termine pas son cursus,.

## Carrière
Elle créa sa propre ligne de vêtements, Chick by Nicky Hilton en 2004 et a également créé une ligne de sacs à mains pour la compagnie japonaise Samantha Thavasa de 2002 à 2005.
En 2005, elle devint le visage de la marque australienne Antz Pantz avec Kimberly Stewart. Elle a aussi posé pour le magazine Lucire.
En 2006, elle ouvrit en partenariat deux hôtels Nicky O, le premier à Miami et le second à Chicago. En février 2007, elle a été poursuivie en justice par ses partenaires.
En 2007, elle créa une seconde ligne de vêtements un peu plus mature : Nicholai.

## Vie personnelle
De 2001 à 2002, elle sort avec Marcus Schenkenberg. De 2002 à 2003, elle sort avec Brian McFayden. En 2004, elle a une courte relation avec l'acteur Ian Somerhalder. Le 15 août 2004, Nicky se marie avec Todd Andrew Meister. Cependant, le mariage est annulé en novembre 2004. De janvier 2005 à juillet 2006, elle entretient une relation avec Kevin Connolly puis avec David Katzenberg dont elle s'est séparée en juillet 2011, le fils de Jeffrey Katzenberg (DreamWorks Animation CEO).
En 2014, elle  s'est fiancée à James Rothschild et ils se sont mariés le 10 juillet 2015. elle prend à la suite, le patronyme de Rothschild. En janvier 2016, elle annonce attendre son premier enfant. Le 8 juillet 2016, elle donne naissance à une fille-. En juillet 2017, le couple annonce attendre son second enfant. Le 20 décembre 2017, elle donne naissance à leur second enfant, une fille. Le 5 juillet 2022, elle annonce sur son compte Instagram la naissance de son troisième enfant, un petit garçon.

## Filmographie

### Cinéma
- 1991 : Wishman de Mike Marvin : Une fille à la plage
- 2003 : Pauly Shore Is Dead de Pauly Shore : Nicky Hilton
- 2006 : Pledge This! de William Heins : Une inconnue